# Jorge Félix Correia
Jorge Félix Correia (21 giugno 1940) è un ex calciatore brasiliano, di ruolo attaccante.

## Carriera
Di ruolo ala destra, Jorge Félix giocò in patria per il Portuguesa, per il Bonsucesso ed il Bangu.
Nel 1970 si trasferisce in Portogallo per giocare nel Boavista, ottenendo il sesto posto Primeira Divisão 1970-1971.
Nell'estate 1971 è in forza ai canadesi del Toronto Metros, nuova franchigia della North American Soccer League, con cui ottiene in campionato il terzo posto nella Northern Division.
Chiusa l'esperienza ai Metros torna al Boavista, ottenendo l'undicesimo posto nella Primeira Divisão 1971-1972.
Nella stagione 1972-1973 passa al Farense, ottenendo l'undicesimo posto in campionato, mentre in coppa raggiunse la semifinale, persa contro il Vitória Setúbal.
Nella stagione seguente passa al Leixões, riuscendo a mantenere la categoria.
Dopo esser tornato in Canada per giocare nel First Portuguese, club della National Soccer League.
Félix chiuse la carriera con i cadetti del Salgueiros nel 1975.